# Wiesław Fąfara
Wiesław Kazimierz Fąfara (ur. 4 marca 1957 w Racławicach Śląskich) – polski samorządowiec, inżynier, w latach 2002–2010 prezydent miasta Kędzierzyn-Koźle.

## Życiorys
Ukończył studia na Politechnice Śląskiej w Gliwicach. Pracę zawodową podjął w 1981. Był m.in. zatrudniony w koncernie PKN Orlen jako specjalista-technolog.
W 1998 został wiceprezydentem Kędzierzyna-Koźla. W marcu 2002 objął stanowisko prezydenta miasta na pół roku przed końcem kadencji, gdy jak dotychczasowy prezydent, Jerzy Majchrzak, został mianowany prezesem zarządu Zakładów Azotowych Kędzierzyn. W bezpośrednich wyborach samorządowych w 2002 i 2006 był ponownie wybierany na ten urząd. W 2010 przegrał w drugiej turze z Tomaszem Wantułą. Został natomiast radnym miejskim, a w 2014 radnym powiatu kędzierzyńsko-kozielskiego. W wyniku wyborów w 2018 powrócił w skład rady miejskiej; utrzymał mandat również w 2024.
Działał w Sojuszu Lewicy Demokratycznej. Był delegatem strony polskiej do Rady Euroregionu Pradziad z siedzibą w Prudniku. W 2011 bez powodzenia kandydował do Senatu, a w 2015 do Sejmu.

## Odznaczenia
W 2005 otrzymał Srebrny Krzyż Zasługi.